# Jakob Söderqvist
Jakob Söderqvist (Sundsvall, 31 maggio 2003) è un ciclista su strada e mountain biker svedese, che corre per il team Lidl-Trek Future Racing. È professionista dal 2025.

## Biografia
Nel 2024 a giugno vince la cronometro inaugurale del Giro Next Gen ad Aosta vestendo la prima rosa; partecipa ai Giochi Olimpici di Parigi alla corsa in linea giungendo 58º.
Ai campionati del mondo di Zurigo vince la medaglia di argento nella cronometro under-23.
Nella stagione 2026 sarà promosso nella Lidl-Trek

## Palmarès

### Strada
- 2023 (Juniores)

3ª tappa Tour du Loir-et-Cher (Fréteval > Vendôme)
Campionati svedesi, Prova a cronometro Under-23
Classifica generale Flanders Tomorrow Tour
- 2024 (Lidl-Trek Future Racing, sette vittorie)

3ª tappa Tour de Bretagne (Pontivy > Guérande)
Classifica generale Tour de Bretagne
4ª tappa Flèche du Sud (Sanem > Sanem, cronomentro)
5ª tappa Flèche du Sud (Esch-sur-Alzette > Esch-sur-Alzette)
1ª tappa Giro Next Gen (Aosta > Aosta, cronometro)
Campionati svedesi, Prova a cronometro
Crono delle Nazioni Under-23
- 2025 (Lidl-Trek Future Racing/Lidl-Trek, due vittorie)

Campionati svedesi, Prova a cronometro
3ª tappa Giro di Danimarca (Kerteminde > Kerteminde, cronometro)

#### Altri successi
- 2025 (Lidl-Trek)

1ª tappa Volta a la Comunitat Valenciana (Orihuela > Orihuela, cronosquadre)
Classifica giovani Giro di Danimarca

### Mountain biking
- 2021

Campionati svedesi, Gara junior

## Piazzamenti

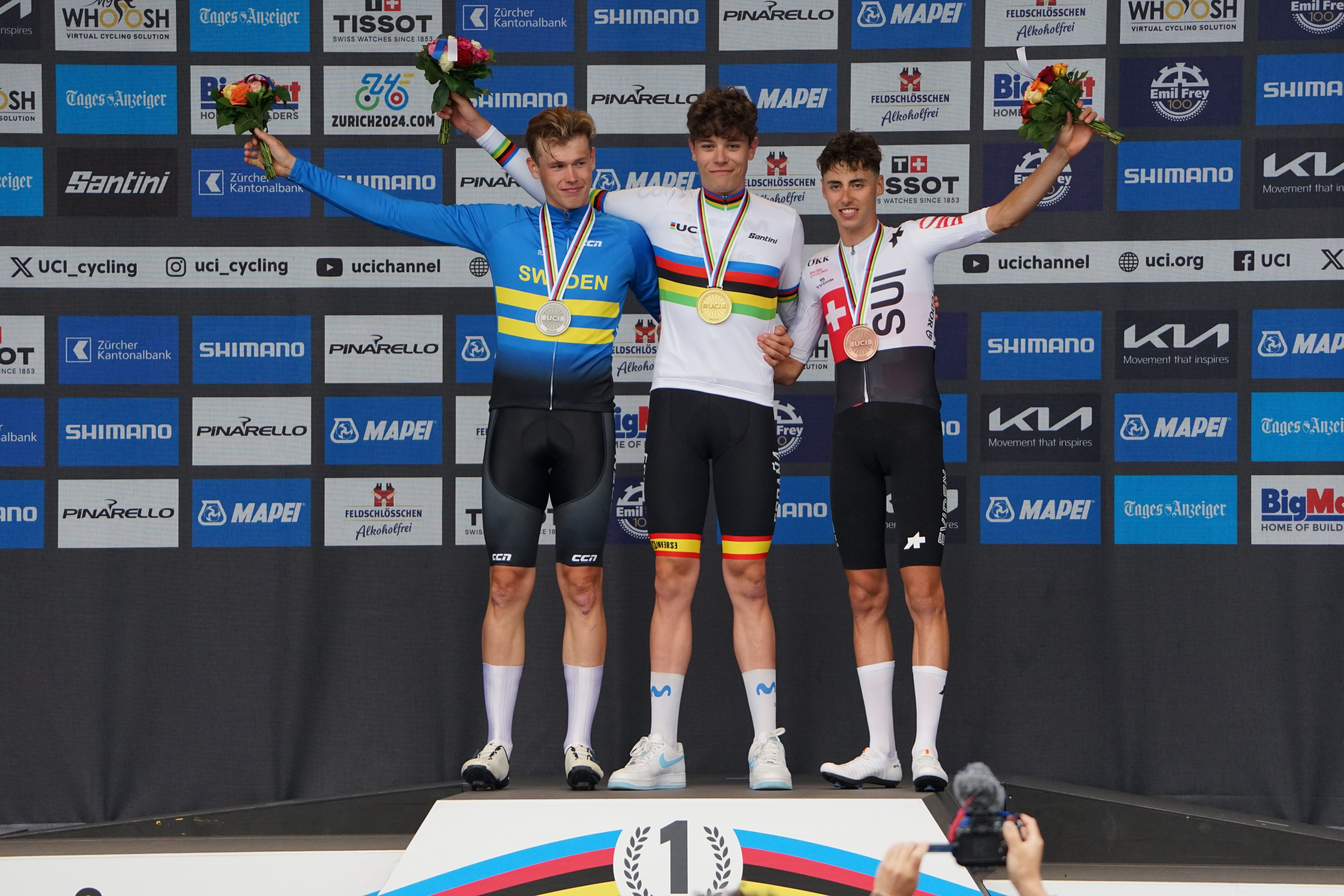
Söderqvist sul podio della cronometro under-23 ai campionati del mondo di Zurigo 2024

### Competizioni mondiali
- Campionati del mondo su strada

Glasgow 2023 - Gara in linea under-23: ritirato
Glasgow 2023 - Cronometro under-23: 7º
Zurigo 2024 - Gara in linea under-23: 88º
Zurigo 2024 - Cronometro under-23: 2º
- Giochi olimpici
- Giochi olimpici

Parigi 2024 - Corsa in linea: 58º

### Competizioni continentali
- Campionati europei su strada

Drenthe 2023 - Cronomentro Under-23: 10º
Drenthe 2023 - In linea Under-23: 32º
Limburgo 2024 - Cronomentro Under-23: 2º
Limburgo 2024 - In linea Under-23: 91º